# Nelson (Santa Fé)
Nelson é uma comuna da Argentina localizada no departamento de La Capital, província de Santa Fé.